# Quách Phẩm Siêu
Quách Phẩm Siêu (sinh ngày 8 tháng 6 năm 1977) là nam diễn viên và người mẫu Đài Loan. Năm 1996, anh bắt đầu làm người mẫu khi mới 19 tuổi. Tháng 1 năm 2004, anh vào vai nam chính trong phim thần tượng Đài Loan Đấu Ngư và nhanh chóng trở nên nổi tiếng.

## Danh sách phim tham gia

### Những phim truyền hình đã đóng
- Huyền thoại hoa mộc lan (2013)
- Borrow ur love (2013)
- Quietly Falling In Love With You (2008)
- Men and Legends (2007)
- Coming Lies (2007)
- 18 Jin Bu Jin (2007)
- White Robe of Love (2006) - Tình Yêu Blouse Trắng
- The Outsiders II (2004) - Kẻ Ngoại Cuộc II
- The Outsiders (2004) - Đấu Ngư/Kẻ Ngoại Cuộc I
- The Rose (2003, cameo)
- Tou Tian Huan Ri
- Single Princesses and Blind Dates (2010)
- Tam sinh tam thế chẩm thượng thư (2020)
- Người đàm phán (2018)

### Những phim điện ảnh đã đóng
- The Longest Night in Shanghai (2007)
- Next Door (2006)
- Embrace Your Shadow (2005)
- Dark Night
- Siêu thời không cứu binh (2012)
- Where Are All The Time (2015) - ft Dương Tử

## Chương trình truyền hình
- Buổi quảng cáo dây chuyền Jcode trên truyền hình (5/2004) cùng Lâm Y Thần

## Các quảng cáo TV Commercial phát sóng trên TV
- Jcode CF Meetings (2003) cùng Lâm Y Thần (Ariel Lin)
- Jcode CF Restaurant (2003) cùng Lâm Y Thần (Ariel Lin)
- Jcode CF Ghost House (2003) cùng Lâm Y Thần (Ariel Lin)
- Jcode CF Valentines (2/2004) cùng Lâm Y Thần (Ariel Lin)